# تپه شیفه
تپه شیفه مربوط به عصر آهن - دوره اشکانیان است و در شهرستان خرم‌آباد، بخش ویسیان، دهستان شوراب، روستای تل سالار واقع شده و این اثر در تاریخ ۲۸ اسفند ۱۳۸۵ با شمارهٔ ثبت ۱۸۵۱۰ به‌عنوان یکی از آثار ملی ایران به ثبت رسیده است.